# Блига
Блига — річка в північно-західній частині Боснії та Герцеговини, яка протікає по всій території муніципалітету Санський Мост.
Річка Блига — ліва притока річки Сана. Має початок у селі Доньї Ліпнік, на висоті 450 м. Довжина — 23,9 км. На дев'ятому кілометрі течії між Файдовіці та Горнджи Каменґрад є "Близький водоспад", водоспад площею понад 40 метрів і шириною близько 10 метрів, що славиться своєю красою і є одним з важливих туристичних потенціалів муніципалітету Санський Мост. Ця річка має свої притоки у вигляді менших річок або струмків, які є: Сувача, Обарак, Модрасниця, Хатіраж та Сухача. Майже всі ці притоки, окрім Сухача, виникають на висоті вище 400 метрів. Річка Блига — це річка швидкого потоку, а її жолоб кам'янистий. Блига має ві свої притоки зліва.
Вона проникає в річку Сана після 23 км потоку.
У минулому в Блига мала численні водоспади, і річка все ще схильна до виникнення випадкових розливів з басейну річки як і в минулому, і найчастіше це завдає шкоди населенню у Гусімовці, Побрежже та Подлугу.
Річка Блига — відносно чиста річка, і вона має в своєму середовищі багато видів риб, таких як форель (Salmo trutta morpha fario) та клювак (Leuciscus cephalus). В останній період було вжито заходів для регулювання потоку річки Блига з метою захисту населених пунктів від майбутніх повеней.
За народним повір'ям річки Блига та Зден були названі на честь красивих сестер.